# Colladonus holmesi
Colladonus holmesi är en insektsart som beskrevs av Bliven 1954. Colladonus holmesi ingår i släktet Colladonus och familjen dvärgstritar. Inga underarter finns listade i Catalogue of Life.